# Avant que l’ombre… à Bercy
Avant que l’ombre… À Bercy — четвёртый концертный альбом французской певицы Милен Фармер, вышедший в 2006 году. Альбом был записан во время серии концертов Avant que l’ombre… à Bercy в январе 2006 года.

## Об альбоме
Спустя шесть лет после Mylenium Tour Милен вернулась на сцену с серией из 13 концертов Avant que l’ombre… à Bercy, длившейся с 13 января 2006 года по 29 января 2006 года. Альбом стал золотым во Франции.

## Критика
Альбом в целом был хорошо принят музыкальными критиками и СМИ

## Список композиций
На репетициях также исполнялись «Et pourtant…» и «Je te rends ton amour», но в финальный трек-лист включены не были.
CD 1
1. Introduction (5:30)
2. «Peut-être toi» (3:27)
3. «XXL» (5:27)
4. «Dans les rues de Londres» (4:18)
5. «California» (5:19)
6. «Porno graphique» (4:13)
7. «Sans contrefaçon» (4:46)
8. «Q.I» (6:58)
9. «C'est une belle journée» (8:21)
10. «Ange, parle-moi» (4:50)
11. «Redonne-moi» (5:44)

CD 2
1. «Rêver» (7:42)
2. «L’Autre» (7:25)
3. «Désenchantée» (6:42)
4. «Nobody Knows» (5:36)
5. «Je t'aime mélancolie» (4:53)
6. «L’amour n’est rien…» (5:05)
7. «Déshabillez-moi» (4:12)
8. «Les Mots» (5:06)
9. «Fuck Them All» (6:42)
10. «Avant que l’ombre…» (7:26)

### DVD
| 1. Introduction (7:32) 2. «Peut-être toi» (3:22) 3. «XXL» (5:27) 4. «Dans les rues de Londres» (4:16) 5. «California» (5:15) 6. «Porno graphique» (4:07) 7. «Sans contrefaçon» (4:48) 8. «Q.I» (6:50) 9. «C'est une belle journée» (4:14) 10. «Ange, parle-moi» (4:32) 11. «Redonne-moi» (5:36) 12. «Rêver» (7:41) 13. «L’Autre» (7:25) 14. «Désenchantée» (9:08) 15. «Nobody Knows» (5:36) 16. «Je t'aime mélancolie» (4:47) 17. «L’Amour n’est rien…» (4:59) 18. «Déshabillez-moi» (3:54) 19. «Les Mots» (5:05) 20. «Fuck Them All» (8:18) 21. «Avant que l'ombre...» (7:45) 22. Générique de fin (3:56) |

## Форматы
| Аудио - Двойной CD - Двойной CD — Коллекционное издание (диджипак(в виде ворот)) Аудио & Видео - Коллекционное издание (2 CD + 2 DVD) — Кофр в виде капсулы (7500 экз.) | Видео - Двойной DVD - Двойной DVD — Коллекционное издание (в виде ворот) - Blu-ray (выпущен в 24 ноября 2008 года) |

## Над альбомом работали
- Слова: Милен Фармер

Исключая: «Déshabillez-moi»: Роберт Ниэль (Robert Nyel)
- Музыка: Лоран Бутонна

Исключая: «L'amour n'est rien...»: Милен Фармер and Лоран Бутонна; «Déshabillez-moi»: Габи Вэрлор (Gaby Verlor)
- Издательство: Requiem Publishing

Исключая: «Sans contrefaçon»: Universal Music Publishing / BMG Music Publishing France; «Déshabillez-moi»: Intersong
- Лейбл: Polydor
- Продюсирование: Stuffed Monkey
- Запись и сведение: Жером Дивуаз (Jérôme Devoise), с Тристан Монрок (Tristan Monrocq)
- Исполнительный продюсер: Поль Ван Пари (Paul Van Parys)
- Мастеринг: André Perriat
- Менеджмент: Тьерри Сюк (Thierry Suc)
- Фотография: Клод Гасьян (Claude Gassian)
- Дизайн обложки: Анри Нё (Henry Neu)